# Ludford (Shropshire)
Pour les articles homonymes, voir Ludford.
Ludford est une paroisse civile et un village du Shropshire, en Angleterre.